# Marcus Campbell
Marcus William Campbell (Winter Haven, 11 marzo 1982) è un ex cestista statunitense, professionista nella NBDL, in Europa e in Sudamerica.
Era un centro di grossa stazza, accreditato come ottimo rimbalzista.

## Carriera
I suoi esordi sono alla Mississippi State University. Successivamente gioca in varie formazioni americane nella CBA e nella NBA D-League, oltre che in alcune squadre delle leghe estive.
Viene ingaggiato dall'AIR Avellino in previsione dei play-off del campionato 2007-08 come alternativa al centro Eric Williams.
Debutta nella Lega A il 30 aprile 2008 nella partita AIR Avellino-Armani Jeans Milano.

## Palmarès
- Campione USBL (2007)
- All-USBL Second Team (2007)